# Neoatopsyche obliqua
Neoatopsyche obliqua är en nattsländeart som beskrevs av Oliver S. Flint Jr. 1970. Neoatopsyche obliqua ingår i släktet Neoatopsyche och familjen Hydrobiosidae. Inga underarter finns listade i Catalogue of Life.